# Plaza Miracle del Mocadoret

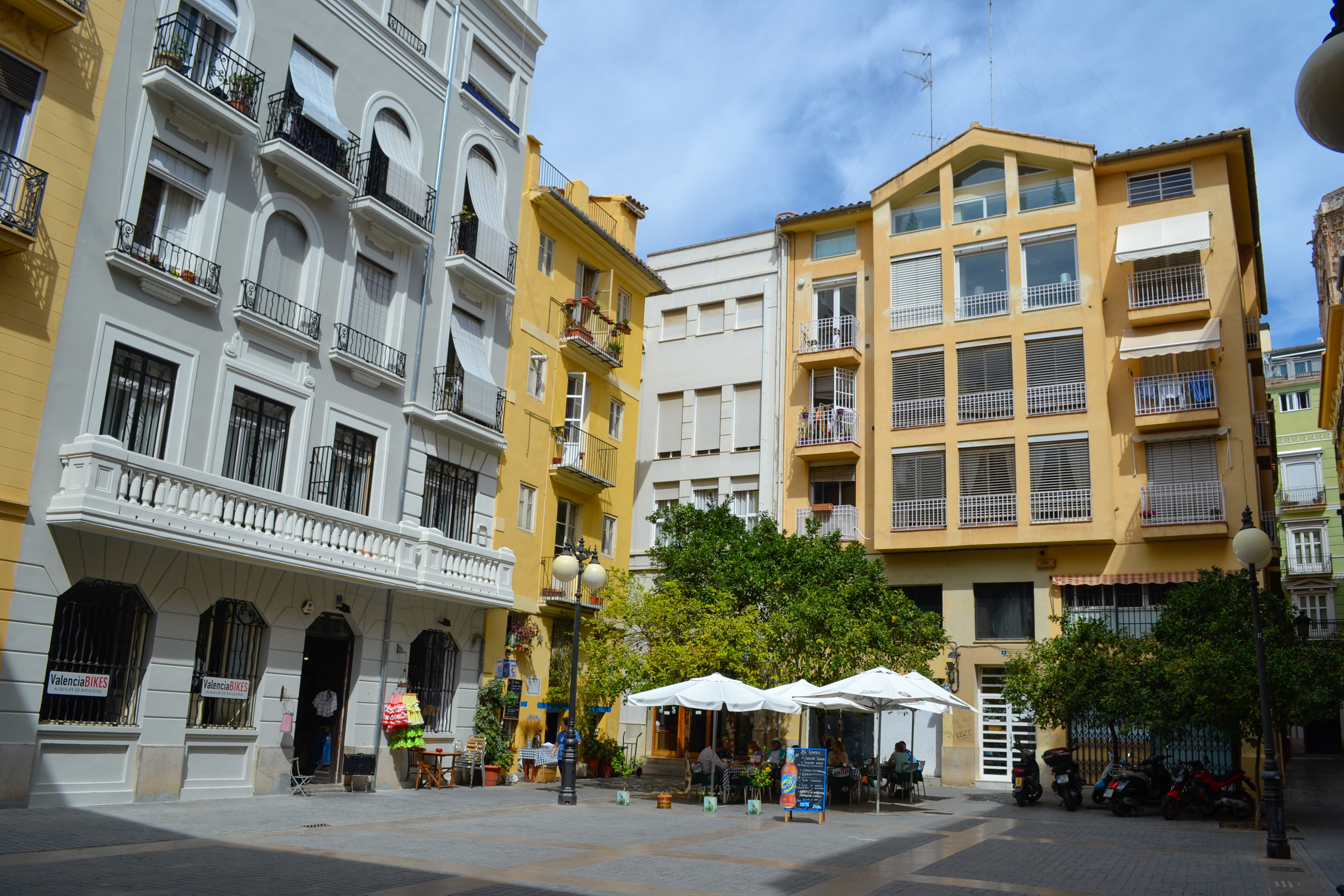
Plaza del Milagro del Mocadoret, Valencia.

La Plaza del Miracle del Mocadoret o Plaza del Milagro del Mocadoret es una plaza en el centro histórico de Valencia (España) a la que se accede  por la Calle Tapinería, la Calle Verónica y el Pasaje Giner. En el año 1727 se le llamó "Plaza de Carabasins", también "Plaza del Milagro de San Vicente" y durante la Guerra Civil solo Calle del Mocador. Desde el año 1988 se consolidó el rótulo actual y  fue dado por sus vecinos por el modo espontáneo que tenían de llamar a esta plaza.
Su origen lo tiene en uno de los grandes milagros realizados por San Vicente Ferrer en Valencia. En el año 1410, este predicaba en las puertas de San Juan de la Boatella o San Juan del Mercado y, al terminar su sermón, lanzó al aire un pañuelo diciendo que donde entrase significaba que había una gran necesidad que  atender. El pañuelo aterrizó en la ventana de un callejón que daba a esta calle y se convirtió en uno de los milagros que hoy en día se representa en los altares de la festividad del santo tanto en Valencia como en los pueblos de alrededor 